# Юрмала (аэропорт)
Аэропорт «Юрмала» (латыш. Lidosta «Jūrmala», ИКАО: EVJA) — латвийский аэропорт, расположенный в Тукумском крае, в 4 километрах к юго-востоку от города Тукумс. Он был создан на территории бывшего военного аэродрома, который являлся одним из основных военных аэродромов СССР в Латвии. В 2010 году был построен пассажирский терминал.

## История

### Военный аэродром
Первые записи об аэродроме датируются 1939 годом. Во время Второй мировой войны он использовался для нужд немецкой военной авиации Люфтваффе (Luftwaffe). Осенью 1944 году на аэродроме располагалась база латвийского легиона Люфтваффе «Luftwaffen-Legion Lettland». Во время «холодной войны» военно-морские силы СССР основали на его месте собственный военный аэродром для контроля над воздушным пространством в районе Балтийского моря.
В 1975 году на аэродроме базировался 668-й морской авиационный полк Балтийского военного флота с бомбардировщиками Як-28, которые находились в ангарах и были невидимы сверху. Ночью 9 ноября 1975 года самолёты, базировавшиеся на аэродроме, вели боевые действия в Рижском заливе против противолодочного корабля «Сторожевой», на котором началось восстание. До 1989 года на складах хранились 24 ядерные боеголовки. После распада СССР и до выведения российских войск из Латвии (с 1991 по 1993 год) на аэродроме базировался 240-й гвардейский морской штурмовой авиационный Севастопольско-Берлинский полк с 29 сверхзвуковыми бомбардировщиками Су-24.
После ухода российских войск аэродром переняли Национальные вооружённые силы Латвии. Планировалось использовать аэродром в качестве альтернативного аэродрома в случае блокировки аэропорта Риги. Часть территории, которая не предназначалась для использования в военных целях, была передана местным органам власти (Смарде, Слампе и т. д.). Часть земли была приватизирована, но часть ее была сохранена муниципалитетом в своих целях, например, приморский район Смарде использовал часть территории, где располагались многоквартирные дома, для создания индустриального парка. Впоследствии Национальные Вооруженные Силы, отказались от своих первоначальных планов. Был начат процесс приватизации территории, и так она окончательно попала во владение частных лиц.

### Пассажирский аэропорт
В 2005 году для восстановления аэродрома Тукумса было создано предприятие Tukums Airport Ltd., где половина принадлежала селу Смарде, а с другая половина — K.S.AVIA. Смарде инвестировало в земли компании, а K.S.AVIA выделил средства для восстановления аэродрома. По данным из Lursoft, аэродром Тукумс косвенно через компанию K.S.AVIA почти полностью принадлежал латвийским предпринимателям Константину Солодухе и Сергею Щукину. В январе 2010 года на бывшем военном аэродроме аэропорта Тукумс начато строительство пассажирского терминала. Общий объем инвестиций к середине 2010 года составил четыре миллиона латов. Осенью 2010 года взлётно-посадочная полоса аэропорта была оснащена светотехническим оборудованием для выполнения полетов в ночное время и в сложных метеоусловиях. В планах развития аэропорта было привлечь низко-бюджетные авиакомпании (например Ryanair, WizzAir) из аэропорта Риги. Реализация этого плана была долгое время ограничена неспособностью согласовать влияние развития аэропорта на окружающую среду и сопротивлением местного населения. Летом 2015 года аэропорту было отказано в сертификации, возможно из-за противоправных действий его владельцев. В 2017 году владелец компании SIA Sky Port (ранее известной как SIA Tukuma lidosta) сменился, и стратегическим инвестором аэропорта стал Раймондс Кисиелс.